# Neoceratias
Neoceratias is een monotypisch geslacht van straalvinnige vissen uit de familie van getande zeeduivels (Neoceratiidae). Het geslacht is voor het eerst wetenschappelijk beschreven in 1914 door Pappenheim.

## Soort
- Neoceratias spinifer Pappenheim, 1914